# Bontkeelsaltator
De bontkeelsaltator (Saltator maximus) is een zangvogel uit de familie Thraupidae (Tangaren).

## Verspreiding en leefgebied
Deze soort telt 5 ondersoorten:
- Saltator maximus gigantodes: oostelijk Mexico.
- Saltator maximus magnoides: van zuidelijk Mexico en Belize tot noordwestelijk Panama.
- Saltator maximus intermedius: van zuidwestelijk Costa Rica tot centraal Panama.
- Saltator maximus iungens: oostelijk Panama en noordwestelijk Colombia.
- Saltator maximus maximus: Colombia, Venezuela, de Guyana's, het westelijk Amazonebekken en oostelijk Brazilië.